# Upton, Kentucky
Upton är en ort i Hardin County, Kentucky i delstaten Kentucky, USA.